# 隆尧县站
隆尧县站位于中华人民共和国河北省邢台市隆尧县尹村镇，建于1913年。距丰台站342公里，距广州站1941公里。现为四等站。客运办理旅客乘降，行李、包裹托运；货运办理整车货物发到。